# Szokolay Ottó
Szokolay Ottó, (egyes forrásokban: Szokolai) (Kispest, 1937. november 23. – Budapest, 2018. május 27.) Jászai Mari-díjas magyar színész, érdemes művész.

## Életpályája
1953-ban a Rákosi Mátyás Művek MTH (Munkaerő-tartalékok Hivatala) Intézetének diákja lett esztergályos szakon. 1957–1961 között a Színház- és Filmművészeti Főiskolán tanult. 1961–1963 között a kaposvári Csiky Gergely Színház színésze volt. 1963-ban behívták tartalékos katonának. 1963–64-ben a Miskolci Nemzeti Színházban, 1964–65-ben a Vígszínházban játszott, ahová Várkonyi Zoltán révén került. 1965 óta a Nemzeti Színház társulatának tagja volt. 1999-ben a Millenniumi percek című ötperces kisfilmekben szerepelt narrátorként.
Sokat szinkronizált. Utolsó munkája 2016-ban volt.
Utolsó bemutatójára 1999-ben került sor a Nemzeti Színházban. Hosszan tartó betegség után 2018. május 27-én hunyt el 80 éves korában.[forrás?]

## Színpadi szerepei
- William Shakespeare: Rómeó és Júlia... Rómeó
- Shakespeare: A vihar... Francisco
- Shakespeare: II. Richárd... Green
- Shakespeare: IV. Henrik... Worcester
- Shakespeare: Coriolanus... Római kapitány
- Arthur Miller: Az ügynök halála... Biff
- Jókai Mór–Hevesi Sándor–Kardos György: A kőszívű ember fiai... Baradlay Richárd
- Molnár Ferenc: Olympia... Kovács, huszárkapitány
- Miguel de Cervantes–Anatolij Lunacsarszkij: Don Quijote... Don Quijote
- Madách Imre: Az ember tragédiája... Gábor főangyal
- Molnár Ferenc: Az ördög... János
- Déry Tibor: Bécs, 1934... Ludwig
- Aiszkhülosz: Agamemnon... Aigisthosz
- Aiszkhülosz: Síri áldozat... Aigisthosz
- Németh László: Szörnyeteg... Hídvégi Egon
- Csurka István: Döglött aknák... Béla
- Molière: Tartuffe... Cléante
- Molière: A fösvény... Rendőrtiszt
- Márai Sándor: A kassai polgárok... István püspök
- Lev Tolsztoj: Anna Karenina... Tuskievics
- Jean Giraudoux: Chaillot bolondja... Elnök
- Sütő András: Az ugató madár... Mikes Mihály, főügyész
- Trevor Griffiths: Komédiások... Bert Challenor
- Emmet Lavery: Az Úr katonái... Edward Quarterman
- Madách Imre: Mózes... Hur
- Csurka István: Megmaradni... Csermártoni főorvos
- Josef Pavek–Ivo Havlu–Milos Vacek: Jó éjt, Bessy... Dick
- Gábor Andor: Dollárpapa... Szalavec, rendőrkapitány
- Katona József: Bánk bán... II. Endre magyar király
- Bertolt Brecht: Kaukázusi krétakör
- Sarkadi Imre: Elveszett paradicsom... Jóska
- Victor Hugo: A királyasszony lovagja... Priego márki
- Thomas Stearns Eliot: Koktél hatkor... Alexander MacColgie Gibbs
- Huszka Jenő–Martos Ferenc: Gül baba... Kucsuk Ali
- Móricz Zsigmond: Úri muri... Parragh
- Mikszáth Kálmán–Szakonyi Károly: Szent Péter esernyője... Sztolarik János
- Polgár András: Az évszázad betege... Dr. Rozbroeau André
- Arthur Miller–Vajda Miklós: Játék az időért... Kramer
- Galgóczi Erzsébet–Böhm György: Vidravas... Dr. Kanizsai, ügyvéd
- Sütő András: A szúzai menyegző... Lyzimachosz, helytartó
- Henrik Ibsen: Peer Gynt
- Thornton Wilder: A mi kis városunk... Sam Craig
- Páskándi Géza: Tornyot választok... Szeredai Albert
- Jean Giraudoux: Chaillot bolondja... Elnök
- Jaroslav Hašek: Svejk... Lukas főhadnagy
- Tennessee Williams: Macska a forró bádogtetőn... Tocker tiszteletes
- Friedrich Dürrenmatt: Fizikusok... Oscar Rose misszionárius
- Tudor Musatescu: Titanic keringő... Stamatescu, lovassági kapitány
- Moldova György: Titkos záradék... Kaba, református pap
- Illyés Gyula: Tiszták... Ferrier, dominikánus
- Fejes Endre: Vonó Ignác... Csatáry
- Gerhart Hauptmann: Naplemente előtt... Steinitz, egészségügyi tanácsos
- Alekszandr Szuhovo-Kobilin: Tarelkin halála... Alfa
- Herczeg Ferenc: Majomszínház... Konzul
- Shakespeare: Téli rege... Kamarás
- Alekszandr Iszaakovics Gelman: Visszajelzés... Ablov
- Illyés Gyula: Különc... Crenneville
- Gelman: Egy ülés jegyzőkönyve... Ljubajev
- Heiner Müller–Fedor Gladkov: Elérkezett az idő... Dimitrij Ivagin
- Szabó Magda: Az a szép, fényes nap... Emp
- Bertolt Brecht: A szecsuáni jólélek... A férfi, a nyolctagú családból
- Shakespeare: Lear király... Burgund fejedelem
- Keresztury Dezső: Nehéz méltóság... Gróf Esterházy Pál
- Offenbach: Szép Heléna... Aiász
- Peter Weiss: Hölderlin... Schelling
- Móricz Zsigmond: Rokonok... Dr. Martiny
- Maróti Lajos: Az utolsó utáni éjszaka... Inkvizitor atya
- Tábori György: Pinkville... Cukigyerek
- Gyilkosok a ködben... Lord Cheiny
- Mihail Bulgakov: Álszentek összeesküvése... Bartholome atya
- Shakespeare: Athéni Timon... Lucius
- Vörösmarty Mihály: Czillei és a Hunyadiak... Madarász, vitéz
- Pedro Calderón de la Barca: Huncut kísértet... Don Juan
- Bertolt Brecht: A vágóhidak Szent Johannája... Első újságíró
- Franz Kafka: Amerika... Főnök
- H. Barta Lajos: Kiáltás... Első felolvasó
- Lev Tolsztoj: Élő holttest... Voznyeszenszkij
- Szűcs György–Szenes Iván: Elveszem a feleségem... Szabó Balázs
- Zoltán Pál: Gabriel Pat... Pataki Gábor, színész
- Gáspár Margit: Hamletnek nincs igaza... Sümegi Nagy Balázs
- Carl Millöcker: A koldusdiák... Jan Janitzky
- Háray Ferenc: Mesebál... Királyfi
- Visnyevszkij: Optimista tragédia... Hajóparancsnok
- Shakespeare: Sok hűhó semmiért... Balthazár
- Mesterházi Lajos: A tizennegyedik parancsolat... Tanító

## Filmjei

### Játékfilmek
- Nem ér a nevem (1961)
- Mici néni két élete (1962)
- A kőszívű ember fiai (1964)
- Patyolat akció (1965)
- Fenegyerekek (1968)
- Alfa Rómeó és Júlia (1968)
- A szabadság katonái (1977)
- Októberi vasárnap (1979)
- Örökség (1980)
- Rohanj velem! (1982)
- A vörös grófnő I–II. (1985)
- Lutra (1986)
- Szabadság, szerelem (2006)

### Tévéfilmek
- Princ, a katona 1–13. (1967)
- Őrjárat az égen 1–4. (1970)
- Sólyom a sasfészekben 1–4. (1973)
- Czillei és a Hunyadiak (1975)
- Sztrogoff Mihály 1–7. (1975)
- Magyar tájak sorozat a Dunakanyar című része (1977) narrátor
- Szávitri, az asszonyi hűség dicsérete (1979)
- Aelita (1980)
- Szetna, a varázsló (1980)
- Ollantay, az Andok vezére (1980)
- A Fejenincs Írástudó – avagy a titokzatos haláleset (1980)
- Gulliver az óriások országában (1980)
- Atlantisz (1982)
- Liszt Ferenc (1982)
- Bukósisakban (1982)
- Holtak hallgatása - Requiem egy hadseregért (1982)
- A béke szigete (1983)
- Széchenyi napjai (1985)
- Erkölcstelen történet (1985)
- Szomszédok (1987)
- A nap lovagja (1987)
- Vitézi bál (1988)
- Sarkadi Imre: Elveszett paradicsom (tévéjáték) (1989)
- Freytág testvérek 1–5. (1989)
- A trónörökös (1989)
- Angyalbőrben (1990–1991)
- A titkos háború (2002)
- Hóesés a Vízivárosban (2004)

## Szinkronszerepei
- 24: Vice President Jim Prescott – Alan Dale
- Addams Family – A galád család: Womack bíró – Paul Benedict
- Angyalok Amerikában: Henry – Roy’s Doctor – James Cromwell
- Antonia – Könnyek a Paradicsomban (2001): Albrecht Ahrendorff – Dietrich Hollinderbäumer
- Apáca-show: O’Hara püspök – Joseph Maher
- A bárányok hallgatnak: Pembry őrmester – Alex Colerman
- A betolakodó: Victor Rivadeneyra – Gustavo Rojo
- A boldogító talán: Foote atya – James Sikking
- A chateauvalloni polgárok: Jean-Jacques Berg – Pierre Hatet
- A farm ahol élünk: Nelson „Nels” Oleson – Richard Bull
- A kis gézengúz: George Feeny – William Daniels
- A Klinika: Dr. Horst Römer – Horst Naumann
- A kukorica gyermekei 3: A terjeszkedő gyökerek: Frank Nolan atya – Michael Ensign
- A nagy csapat: Eddie Harris – Chelcie Ross
- A nagy titok: William Garrett – Paul Guers
- A Sakál árnyéka: Crawford admirális – Daniel Pilon
- A síró ember: Felix Perlman – Harry Dean Stanton
- A sivatag szerelmesei: Miguel Santana – Roberto Escobar
- A szerelem nevében: Mateo atya – Hugo Macías Macotela
- Álomhajó: Dr. Horst Schröder – Horst Naumann
- Az angyal: Dr. Lev Botvin – Henry Goodman
- Az ifjú Viktória királynő: IV. Vilmos – Jim Broadbent
- Az igazság napja: Justice Brian Chandler – Lyman Ward
- Az Orion űrhajó fantasztikus kalandjai: Villa ezredes Friedrich Joloff
- Az őserdő hőse: Arthur Stanhope – John Bennett Perry
- Bűvölet: Hans Rudolf – Ray Lovelock
- Belfagor a pokolból, első szinkron: Lorenzo de’ Medici – Gabriele Ferzetti
- Ben 10: Phil Billings – Robert Patrick
- Camila: Armando Iturralde – Enrique Lizalde
- Charlie Chan Londonban: Phillips – Murray Kinnell
- Csak kétszer élsz: M – Bernard Lee
- Elemi ösztön: Talcott kapitány – Chelcie Ross
- Elvált Gary: Dr. Walter Krandall – Ed Begley Jr.
- Esküdt ellenségek: Detective Lennie Briscoe – Jerry Orbach
- Esküdt ellenségek – Az utolsó szó jogán: Detective Lennie Briscoe – Jerry Orbach
- Esküdt ellenségek – Bűnös szándék: Captain James Deakins – Jamey Sheridan
- Esperanza: Dr. Zetina – Ramón Menéndez
- És a zenekar játszik tovább… – Gazdag AIDS beteg bátyja – Steve Martin
- Futótűz: Henry – Dennis Weaver
- Gyilkos körök: Général de Lestrade – Patrick Bauchau
- Gyilkos utcák: John Munch – Richard Belzer
- Harry Potter és a Félvér Herceg: Horatius Lumpsluck – Jim Broadbent
- Hirtelen halál: Az alelnök – Raymond J. Barry
- Holnapután: Raymond Becker – Kenneth Welsh
- Hősök: Daniel Linderman – Malcolm McDowell
- Indiana Jones és a kristálykoponya királysága: Charles Stanforth – Jim Broadbent
- Jenny: Guy Hathaway – George Hamilton
- Jégi dicsőségünk: Ebbers főbiztos – William Daniels
- Julieta: Lauro – Aarón Hernán
- L’ecsó: Anton Ego – Peter O’Toole
- Lois és Clarke – Superman legújabb kalandjai: Perry White – Lane Smith
- María: Don Fernando de la Vega – Ricardo Blume
- Marimar: Gustavo Aldama – Miguel Palmer
- Második lehetőség: George Cook – Ronny Cox
- Megperzselt szívek: Jean-Philippe – Alain Doutey
- Millenniumi percek: narrátor
- Monk – A flúgos nyomozó: Dr. Charles Kroger – Stanly Kamel
- Monte Cristo grófja: Villefort – Pierre Arditi
- Mr. és Mrs. Smith: Mr. Big – Roy Dotrice
- Nagy durranás: Margolis kapitány – Ryan Cutrona
- Naruto: Szarutobi Hiruzen – Sibata Hidekacu
- Némó kapitány: Farragut kapitány – Ted de Corsia
- NCIS: Dr. Donald 'Ducky' Mallard – David McCallum
- Oscar: Guido Finucci – Harry Shearer
- Ovizsaru: Salazar kapitány – Richard Portnow
- Palimadár: Eugene Sorenson – David Carradine
- Pasadena: George Reese Greeley – Philip Baker Hall
- Philadelphiai zsaru: Henry Coleman – Art Evans
- Piedone Egyiptomban: Barns – Robert Loggia
- Pókember 3.: Stacy kapitány – James Cromwell
- Providence: Dr. James Hansen – Mike Farrell
- Salome: Dr. Íñigo – Raúl Ramírez
- Sírhant művek: George Sibley – James Cromwell
- Star Trek: Kapcsolatfelvétel: Zefram Cochrane – James Cromwell
- Star Trek: Deep Space Nine: William Ross admirális - Barry Jenner
- Szellemirtók 2.: Judge Stephen 'The Hammer' Wexler – Harris Yulin
- Szeretni bolondulásig: Eliseo Cifuentes – Sergio Sánchez
- Tango és Cash: Lopez – Marc Alaimo
- Taxi: Miniszter – Dominique Noé
- Testvérek: William Walker – Tom Skerrit
- Tiltott szerelem: Melih Yöreoğlu – Münir Akça
- Titokzatos Násztya: Emperor Nikolay I – Viktor Verzhbitsky
- Todo modo (rendezte: Elio Petri): Franco Lombo – Mario Bartoli
- Tőzsdecápák: Carl Fox – Martin Sheen
- Twin Peaks: Benjamin Horne – Richard Beymer
- Vad angyal: Armando Osvaldo Ripetti – Jorge García Marino
- Valkűr: Ludwig Beck – Terence Stamp
- Végképp eltörölni: William Donohue – James Cromwell
- Veszett a világ: Johnnie Farragut – Harry Dean Stanton
- Vízizsaruk: Chief Inspector Clarke Webb – Bill Young
- Yamakasi – A modern idők szamurájai: Miniszter tanácsosa – Jacques Hansen
- Zsarublues: Howard Hunter hadnagy – James B. Sikking

## Díjai
- Rajz János-díj (1976)
- Jászai Mari-díj (1984)
- A Magyar Köztársasági Érdemrend kiskeresztje (1998)
- Érdemes művész (2014)